# Personalidade maná
Personalidade mana é um termo pertencente à terminologia da psicologia analítica do psiquiatra suíço Carl Gustav Jung.
Mana é uma palavra derivada da antropologia, de origem melanésia. O termo designa uma imagem personificada arquetípica de força sobrenatural. O equivalente moderno é carisma, do grego kharisma ou tocado pelo Espírito Santo.
A personalidade mana atua como veículo de transição ou transcendência para um estágio superior de expansão da consciência e é de enorme valor para a etapa da iniciação , a qual é revestida de enorme tensão entre opostos (espírito e matéria, bem e mal, yin e yang, masculino e feminino, por exemplo) . Segundo Jung na obra "Collected Works 7, parág. 382": "Mana prende-se ao ponto médio desejado da personalidade", "aquele inefável algo entre os opostos, ou, mais, que os une, ou o resultado do conflito, ou o produto de uma tensão: o nascimento da personalidade, um profundo passo individual à frente, o estágio seguinte".. Por isso exerce uma função transcendente ; "a palavra transcendente é expressiva da presença de uma capacidade de transcender a tendência destrutiva de empurrar (ou ser empurrado) para um ou para outro lado." .